# Dil Maange More
Dil Maange More (ang. The Heart Wants More – Serce chce więcej) – bollywoodzki komediodramat miłosny wyreżyserowany w 2004 roku przez Anant Mahadevana. W rolach głównych występują: Shahid Kapoor, Soha Ali Khan i Ayesha Takia.

## Fabuła
Student college'u i pasjonat futbolu Nikhil Mathur (Shahid Kapoor) żyje w malowniczym miasteczku Samarpur w górach w Uttaranchal. Jego serce bije najżywiej dla piłki i dwóch kobiet, które kocha – matki (Smitha Jaykar) i dziewczyny Nehy (Soha Ali Khan). Beztroski, pogodny, pełen radości życia swój pierwszy dramat przeżywa, gdy w trakcie oświadczyn okazuje się, że Neha woli pracę stewardesy w Mumbaju od spokoju małżeństwa z Nikhilem i życia dalej w małym górskim miasteczku w trosce o starzejących się rodziców i rosnące dzieci. Mimo błagań Nikhila wyjeżdża do Mumbaju. Stęskniony Nikhil wyrusza z miasteczka, aby namówić Nehę do powrotu. Na stacji koledzy z dzieciństwa żegnają go słowami: "W dwóch sytuacjach się nie wraca – umierając i wyjeżdżając do Bombaju". Próbując przekonać Nehę do powrotu Nikhil żyje życiem wielkiego miasta, w którym czuje się zagubiony. Gdy Neha ostatecznie zrywając z nim wybiera wielki świat, podróże i pracę, poczucie osamotnienia pogłębia się. Spragniony miłości angażuje się w kolejny związek z Sarą, która wykorzystuje go, by wzbudzić zazdrość w mężczyźnie, na którym jej zależy. Odrzucony kolejno przez dwie kobiety Nikhil odkrywa, że naprawdę jest kochany przez kogoś po kim się tego nie spodziewał.

## Obsada
- Shahid Kapoor – Nikhil
- Ayesha Takia – Shagun(Shivam)
- Soha Ali Khan – Neha
- Tulip Joshi – Sara
- Gulshan Grover – A. R. Rehman

## Piosenki
- Gustakh Dil Tere Liye
- Aisa Deewana
- O Makhna Ve
- Shikwa Bhi Tumse
- Maine Chun Liya
- Kabaku Mujhe Tu
- Shikwa Bhi Tumse
- Aisa Deewana (instrumentalny utwór)

## Nominacje do nagrody Screen Weekly Award
- za choreografię -Vaibhavi Merchant
- za debiut – Ayesha Takia, także w Taarzan: The Wonder Car
- za muzykę – Himesh Reshammiya
- za dialogi – Javed Siddiqui